# Divize A 1995/1996
V soubojích 31. ročníku České divize A 1995/96 se utkalo 16 týmů dvoukolovým systémem podzim - jaro. Tento ročník začal v srpnu 1996 a skončil v červnu 1997.

## Kluby podle přeborů
- Jihočeský (9): Slavoj Český Krumlov, SK Strakonice 1908, SK Dynamo České Budějovice "B", FK Vodňany, ZVVZ Milevsko, Tatran Prachatice, FK Tábor, Dukla Tábor, FC VTJ Písek
- Západočeský (2): FK Horažďovice, Sokol Svéradice,
- Pražský (4): FK Admira Slavoj, FC Patenidis Motorlet, FSC Libuš, FK Meteor Praha VIII
- Středočeský (1): FC Agrox Vlašim

## Výsledná tabulka
| Poř. | Tým                            | Z  | V  | R  | P  | VG | OG | B  |
| ---- | ------------------------------ | -- | -- | -- | -- | -- | -- | -- |
| 1.   | FK Admira Slavoj               | 30 | 21 | 7  | 2  | 61 | 21 | 70 |
| 2.   | FC Agrox Vlašim                | 30 | 16 | 8  | 6  | 54 | 32 | 56 |
| 3.   | Slavoj Český Krumlov           | 30 | 14 | 9  | 7  | 43 | 31 | 51 |
| 4.   | SK Strakonice 1908             | 30 | 14 | 5  | 11 | 46 | 34 | 47 |
| 5.   | SK Dynamo České Budějovice "B" | 30 | 12 | 11 | 7  | 40 | 32 | 47 |
| 6.   | FC Patenidis Motorlet          | 30 | 12 | 7  | 11 | 43 | 44 | 43 |
| 7.   | FSC Libuš                      | 30 | 11 | 8  | 11 | 46 | 38 | 41 |
| 8.   | FK Vodňany                     | 30 | 11 | 8  | 11 | 47 | 42 | 41 |
| 9.   | ZVVZ Milevsko                  | 30 | 10 | 9  | 11 | 34 | 32 | 39 |
| 10.  | FK Tatran Prachatice           | 30 | 11 | 5  | 14 | 52 | 57 | 38 |
| 11.  | FK Horažďovice                 | 30 | 11 | 5  | 14 | 39 | 48 | 38 |
| 12.  | FK Tábor                       | 30 | 11 | 4  | 15 | 39 | 40 | 37 |
| 13.  | Sokol Svéradice                | 30 | 9  | 9  | 12 | 31 | 54 | 36 |
| 14.  | FK Meteor Praha VIII           | 30 | 9  | 7  | 14 | 47 | 54 | 34 |
| 15.  | Dukla Tábor                    | 30 | 5  | 9  | 16 | 25 | 60 | 24 |
| 16.  | FC VTJ Písek                   | 30 | 4  | 7  | 19 | 36 | 64 | 19 |

Poznámky:
- Z = Odehrané zápasy; V = Vítězství; R = Remízy; P = Prohry; VG = Vstřelené góly; OG = Obdržené góly; B = Body
- O pořadí klubů se stejným počtem bodů rozhodly vzájemné zápasy.

|  | Postup do ČFL 1996/97                           |
|  | Sestup do příslušného krajského přeboru 1996/97 |